# Rockingham 500
Rockingham 500 — один из британских этапов ныне не существующего формулического чемпионата Champ Car.
Гонка традиционно проходила в сентябре.

## История соревнования
В начале 2000-х организаторы серии CART расширяла своё присутствие на международном рынке. Под эти цели в календарь постепенно внедрялись множество этапов вне США; в 2001 году настало время и Европы: удалось договориться с группами инвесторов в Великобритании и Германии, которые взялись не только оплатить проведение национальных этапов серии, но и согласились построить для этих целей специальные трассы овального типа. Британский автодром расположился рядом с городком Корби, в Нортгемптоншире, Англия.
26 мая 2001 года универсальный автогоночный комплекс был открыт; в церемонии участвовала Елизавета II. Черпез несколько месяцев на трассе прошли первые международные соревнования.
Вскоре выяснилось, что построенный объект имеет ряд существенных недостатков: проектировщики не смогли решить все проблемы с грунтовыми водами, из-за чего трасса периодически подтоплялась, а после окончания дождя долго сохла. Также на кольце был уложен излишне абразивный асфальт.
Промучавшись два года с этой трассой в 2003 году британская гонка была перенесена в Брэндс-Хэтч.

### Этапы разных лет
В квалификационных условиях никто так и не смог остановить шведа Кенни Брака, выигравшего поул и в 2001-м и в 2002-м годах. Рекорд соревнования по максимальной скорости, впрочем, принадлежит не ему — в 2001 году Тони Канаан смог проехать один из кругов со скоростью 346.648 км/ч.
Победы в гонках достались разным пилотам: в 2001 году здесь выиграл бразилец Жиль де Ферран, шедший в тот год к своему второму титулу чемпиона серии; а через год лучшим стал шотландец Дарио Франкитти.

## Победители
| Сезон | Дата        | Гонщик          | Шасси   | Двигатель | Команда     | Отчёт |
| ----- | ----------- | --------------- | ------- | --------- | ----------- | ----- |
| 2001  | 22 сентября | Жиль де Ферран  | Reynard | Honda     | Team Penske | Отчёт |
| 2002  | 14 сентября | Дарио Франкитти | Lola    | Honda     | Team Green  | Отчёт |